# Proteus (farkost)
Proteus är en farkost som färdas på vatten. Denna farkost kan anpassa sig till vågornas rörelser snarare än att försöka bryta sig igenom dem som båtar vanligtvis gör. Farkostens namn är lånat av Proteus, ett havsväsen som återfinns i den grekiska mytologin.